# Friedrich Coester

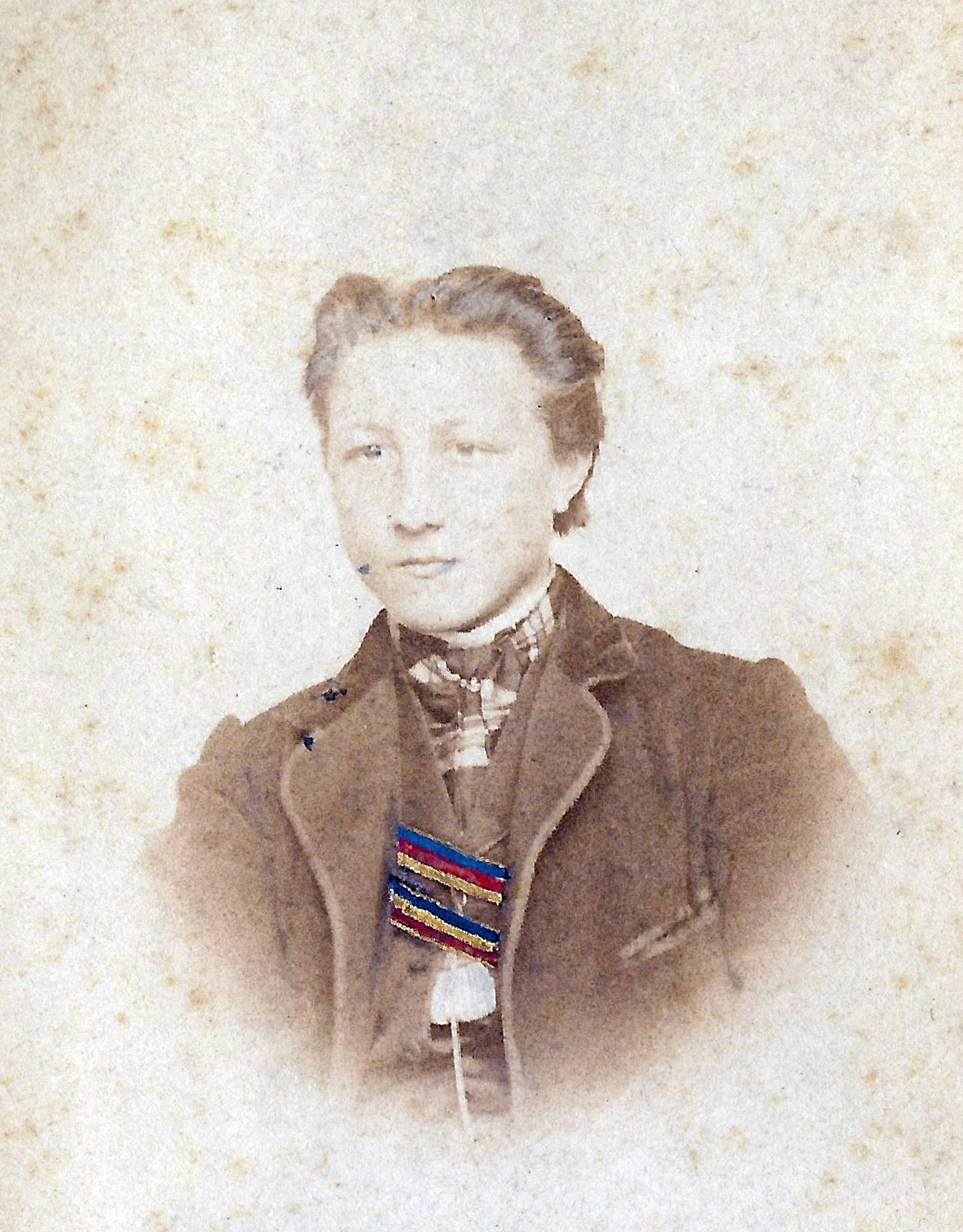
Friedrich Coester

Friedrich Coester (* 11. März 1847 in Kassel; † 8. Juni 1927 in Berlin) war ein deutscher Verwaltungsjurist und Richter am Preußischen Oberverwaltungsgericht.

## Leben
Als Sohn eines Landmessers und späteren Rechnungsrats studierte Coester ab dem Wintersemester 1864/65 an der Philipps-Universität Marburg Rechts- und Kameralwissenschaft. Am 19. Juli 1865 wurde er im Corps Teutonia zu Marburg recipiert. Nach 12 Mensuren wechselte er zum Sommersemester 1866 an die Universität Leipzig. Dort wurde er (wie Karl Schraub) am 28. April 1866 auch im Corps Lusatia Leipzig aktiv. Als glänzender Fechter focht er auf die Lausitzerfarben 16 Mensuren, davon zwei PP-Suiten gegen Guestphalia Leipzig und je eine gegen Saxonia Leipzig und Teutonia Göttingen. Er war Fuchsmajor und führte zweimal die Zweite Charge. Am 7. November 1867 wurde er auf Antrag ohne Band entlassen, „da er Soldat wird“ (vermutlich Einjährig-Freiwilliger). Er beendete das Studium an der Friedrich-Wilhelms-Universität zu Berlin und erhielt das Lausitzerband zurück. Er bestand in Berlin 1868 das erste und 1873 das zweite juristische Staatsexamen. Gerichtsassessor war er in Magdeburg, Meerholz, Wetzlar und Wiesbaden. 1875 kam er als Amtsrichter nach Pirmasens, 1878 als Regierungsassessor und Specialcommissarius nach Kassel. Dort wurde er 1880 zum Landesrat und Mitglied des Generaldirektoriums ernannt. Ab 1882 war er 12 Jahre als Regierungsrat in Koblenz. 1894 wurde er als Oberverwaltungsgerichtsrat an das Preußische Oberverwaltungsgericht in Berlin berufen. 1910 trat er als Wirkl. Geh. Oberregierungsrat und Rat I. Klasse in den Ruhestand. Verheiratet war er seit 1880 mit Ida Polmann, in zweiter Ehe seit 1918 mit Ida Tigler.